# Wahlenbergia prostrata
Wahlenbergia prostrata är en klockväxtart som beskrevs av Ernst Meyer och A.Dc. Wahlenbergia prostrata ingår i släktet Wahlenbergia och familjen klockväxter. Inga underarter finns listade i Catalogue of Life.